# Lugótorix
Lugótorix (en latín, Lugotorix) fue un jefe Britania que fue capturado después de un ataque fallido por los cuatro reyes de Cancio durante la campaña naval de Julio César en el año 54 a. C. 